# Österreichische Poolbillard-Meisterschaft 2009
Die Österreichische Poolbillard-Meisterschaft 2009 war die 29. Austragung der nationalen Meisterschaft in der Billardvariante Poolbillard. Sie fand vom 24. bis 26. Oktober 2009 in Rankweil statt. Die Wettbewerbe der Senioren wurden vom 19. bis 21. Juni 2009 in Klagenfurt ausgetragen. Ausgespielt wurden die Disziplinen 8-Ball, 9-Ball und 14/1 endlos.

## Medaillengewinner
| Disziplin              | Gold                                        | Silber                                   | Bronze                                          | Bronze                                          |
| ---------------------- | ------------------------------------------- | ---------------------------------------- | ----------------------------------------------- | ----------------------------------------------- |
| Herren – 8-Ball        | Maximilian Lechner (Pool X-Press Innsbruck) | Erich Gruber (Top Shot Wien)             | Armin Stainko (PBC ASKÖ Linz)                   | Richard Huber (1. PBC Salzburg-Wals)            |
| Herren – 14/1 endlos   | Maximilian Lechner (Pool X-Press Innsbruck) | Florian Laner (1. BC ASKÖ Taxenbach)     | Armin Stainko (PBC ASKÖ Linz)                   | Jürgen Jenisy (PBC 1st Edition Villach)         |
| Herren – 9-Ball        | Albin Ouschan (Billiard Sport Academy JO)   | Jürgen Jenisy (PBC 1st Edition Villach)  | Patrick Rieber (Brot & Spiele Graz)             | Maximilian Lechner (Pool X-Press Innsbruck)     |
| Damen – 8-Ball         | Sabrina Naverschnig (1. PBC RaiBa Bleiburg) | Petra Stadlbauer (SU Raika Zwettl)       | Susanne Wedl (vereinslos)                       | Christina Drexel (Top Shot Wien)                |
| Damen – 14/1 endlos    | Sabrina Naverschnig (1. PBC RaiBa Bleiburg) | Teresa Bachler (BC Saustall Fieberbrunn) | Eva Hauer (Top Shot Wien)                       | Clarissa Thöny (BSV PEGASUS-Eisenstadt)         |
| Damen – 9-Ball         | Petra Stadlbauer (SU Raika Zwettl)          | Clarissa Thöny (BSV PEGASUS-Eisenstadt)  | Sabrina Naverschnig (1. PBC RaiBa Bleiburg)     | Martina Müllner (vereinslos)                    |
| Senioren – 8-Ball      | Christian Ederl (BC Wiener Neustadt)        | Johann Wallner (UBSC Pfisterer Pongau)   | Karl Hanscho (1. PBC Meran Klagenfurt)          | Stanislaw Kret (BSLZ Salzburg)                  |
| Senioren – 9-Ball      | Stanislaw Kret (BSLZ Salzburg)              | Christian Ederl (BC Wiener Neustadt)     | Erich Matheis (1. UBV St.Johann/Pongau)         | Albin Ouschan senior (PBC Eintracht Klagenfurt) |
| Senioren – 14/1 endlos | Karl Hanscho (1. PBC Meran Klagenfurt)      | Christian Ederl (BC Wiener Neustadt)     | Albin Ouschan senior (PBC Eintracht Klagenfurt) | Stanislaw Kret (BSLZ Salzburg)                  |